# Igreja uniata no Império Russo

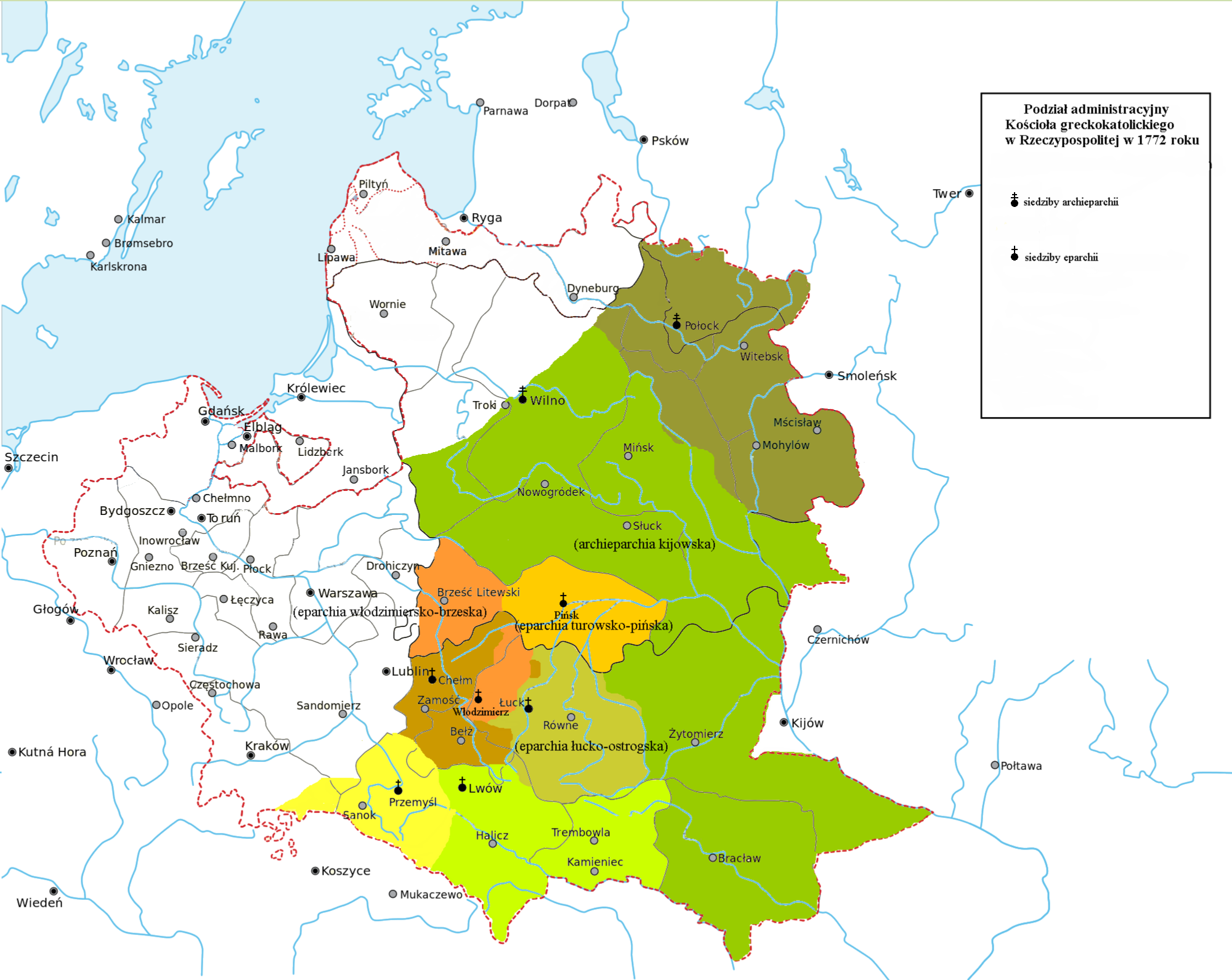
Divisão administrativa da Igreja greco-católica em 1772 (antes da partição da Comunidade Polaco-Lituana)

A maioria das estruturas da Igreja uniata encontrava-se dentro das fronteiras russas após as três partições da Polônia. Antes da primeira divisão da Comunidade Polaco-Lituana, esta Igreja era uma das maiores associações religiosas do Estado. Incluía 8 eparquias: Kiev-Vilna (metrópole), Lutsk, Lviv, Polatsk, Przemyśl, Chełm, Pinsk e Vladimir. No total, os uniatas tinham 9.452 edifícios religiosos. Cerca de 60% deles acabaram no território do Império Russo.
Os monarcas da Rússia tinham uma atitude negativa em relação aos uniatas, via de regra, percebendo-os como ortodoxos, que aceitaram a jurisdição do Papa sob pressão e dela se afastaram na primeira oportunidade. Atividades ativas para a conversão dos uniatas à Ortodoxia desenvolveram-se na Bielorrússia e na Lituânia durante o reinado de Catarina II. Após uma pausa durante os reinados de Paulo I e Alexandre I, que no primeiro manifesto emitido aos residentes do Uezd de Białystok após a adesão à Rússia em 27 de outubro de 1807, garantiu: “Todos os direitos e privilégios não serão retirados. A confissão da sua religião permanecerá intacta", a luta contra o uniatismo foi retomada pelo czar Nicolau I. A liquidação administrativa da Igreja uniata foi precedida por uma campanha de longo prazo para equiparar os ritos uniatas aos ortodoxos, que foi coordenado pelo bispo lituano José Semashko. Em 1839 a abolição da unia na Lituânia e na Bielorrússia foi anunciada no Sínodo de Polatsk; apenas a eparquia de Chełm permaneceu (convertida em 1875). No processo de conversão forçada da população foram utilizadas medidas de coerção direta; em Pratulin e Dreli, os confrontos entre os uniatas e o exército russo terminaram com a morte de várias pessoas. Apesar do reconhecimento administrativo de todos os ex-uniatas como ortodoxos, mais de 100 mil pessoas desobedeceram às ordens do czar e boicotaram as paróquias da Igreja Ortodoxa Russa.
A política anti-uniata dos seguintes czares estava ligada à política de russificação das terras confiscadas como resultado das divisões da Comunidade Polaco-Lituana.

## Estrutura
No território anexado pelo Império Russo, a Igreja foi efetivamente dissolvida após o Sínodo de Polotsk de 1839. A maioria das eparquias se converteram à Igreja Ortodoxa Russa.
- Arquieparquia de Polotsk - Metrópole de todos os católicos bizantinos na Rússia;
- Eparquia de Brest;
- Eparquia de Lutsk;
- Eparquia da Lituânia.

## Primazes
- Teodósio Rostotski (1788-1805);
- Heráclio Lisovski (1806-1809);
- Gregório Kokhanoviche (1809-1814);
- Josafá Bulgak (1817-1838).